# Long Eaton
Long Eaton est une ville du Derbyshire, en Angleterre. Elle est située sur la rive nord de la Trent, non loin de la frontière avec le Leicestershire et le Nottinghamshire, à une dizaine de kilomètres au sud-ouest de la ville de Nottingham. Bien qu'elle appartienne à l'aire urbaine de Nottingham, elle dépend administrativement du borough d'Erewash.
La ville apparaît dans le Domesday Book sous le nom Aitone.

## Histoire

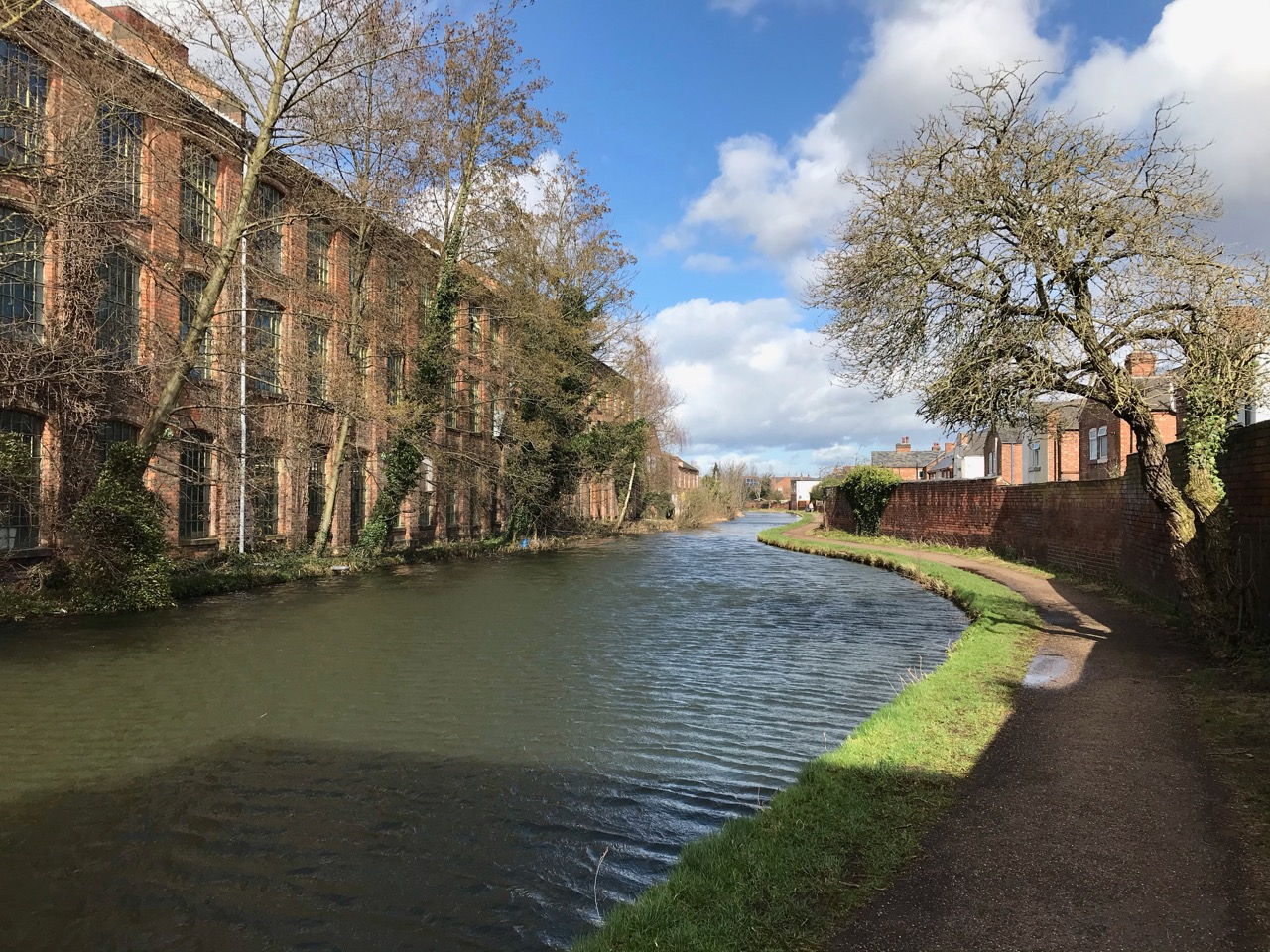
Le à Long Eaton.

Le HMS Atherstone (L05) est parrainé par la communauté civile de Long Eaton pendant la campagne nationale du Warship Week (semaine des navires de guerre) en mars 1942. Il est un destroyer de classe Hunt de type I, construit pour la Royal Navy.

## Jumelages
| Ville | Ville                 | Pays | Pays      | Période     |
| ----- | --------------------- | ---- | --------- | ----------- |
|       | Langen                |      | Allemagne | depuis 1970 |
|       | Romorantin-Lanthenay, |      | France    | depuis 1961 |

Long Eaton, Romorantin-Lanthenay et Langen constituent un cas de jumelage tripartite.

## Personnalités liées à Long Eaton
- Ian Breakwell (1943-2005), artiste, y est né ;
- Douglas Houghton (1898-1996), homme politique, y est né ;
- Laura Knight (1877-1970), femme peintre et graveuse , y est née ;
- Béatrice Mallet (1896-1951), illustratrice de publicité française, y est née.